# Бадзимшур
Бадзимшу́р (рос. Бадзымшур) — присілок в Глазовському районі Удмуртії, Росія.

## Населення
Населення — 12 осіб (2010; 14 в 2002).
Національний склад станом на 2002 рік:
- удмурти — 64 %
- росіяни — 36 %

## Урбаноніми[3]
- вулиці — Нафтова, Центральна